# Ahmet Rıza
Ahmed Rıza (1859 – 1930) fue un destacado miembro del movimiento de los Jóvenes Turcos, que ocupó altos cargos en el Imperio Otomano tras su triunfo en 1908.
En 1905, desde su exilio en París, consideró la victoria de Japón sobre Rusia en la guerra ruso-japonesa como un triunfo de todos los pueblos oprimidos por el imperialismo occidental y al Japón Meiji como un modelo a seguir.

Los acontecimientos del Lejano Oriente han venido a demostrar la inutilidad de las intervenciones de Europa, frecuentes aunque perniciosas, a fin de reformar a un pueblo. Por el contrario, cuanto más aislado y a salvo del contacto con los invasores europeos está un pueblo, mayor es el calado de su evolución hacia una renovación racional.
[…]
Deberíamos tomar nota de Japón; una nación que no distingue entre el espíritu patriótico público y el bien de la patria por un lado, y su vida, por otro, seguramente es una nación que, [aunque] pueda sufrir heridas cuando se enfrenta a cualquier otro peligro que amenace su existencia, indudablemente conserva su independencia nacional. Los éxitos de Japón… son producto de su fervor patriótico.

En 1923, de nuevo exiliado en París, escribió La quiebra moral de la política occidental en Oriente (La faillite moral de la politique occidental en Orient), una obra que tuvo una gran repercusión y en la que señalaba a las políticas de Occidente en Oriente como las culpables de que en el mundo musulmán estuviera tan arraigado el antioccidentalismo.